# Göran von Otter
Göran Fredrik von Otter, född 4 augusti 1907 i Sörby församling i Kristianstads län, död 4 december 1988 i Stockholm, var en svensk friherre och diplomat.

## Biografi
Göran von Otter var son till överstelöjtnanten friherre Fredrik von Otter och friherrinnan Elsa Wrede af Elimä samt sonson till statsminister Fredrik von Otter. Han var elev vid Sjökrigsskolan (KSS) 1926–1928, blev juris kandidat 1932 och gjorde tingstjänstgöring 1932–1935, blev attaché för Utrikesdepartementet 1935 med placering i Wien 1937 och i Budapest 1938. Han blev andre vicekonsul i London 1939, andre legationssekreterare i Berlin 1939, förste legationssekreterare 1942, stationerad vid UD 1944, i Helsingfors 1945, i Bryssel 1949, legationsråd vid FN-delegationen 1951–1953, byråchef i UD 1955–1959 (tf 1953), beskickningsråd i Bonn 1959–1962, fick ministers namn 1959 och var slutligen generalkonsul i London 1962–1973.

### Otter och Gersteinrapporten
Under sin tjänstgöring vid Svenska legationen i Berlin träffade han den 20 augusti 1942 på ett tåg från Warszawa till Berlin av en händelse SS-officeren Kurt Gerstein som just besökt koncentrationslägren Treblinka och Bełżec. Gerstein, som var djupt religiös, var så chockad av vad han sett så han berättade för von Otter om ihjälgasningar av fångar. Detta gjorde Gerstein i syftet att uppgifterna skulle föras vidare till de allierade. Uppgifterna nådde Utrikesdepartementet i Stockholm, men vidarebefordrades sannolikt inte. Händelserna skildras i dokumentärfilmen En svensk tiger av Carl Svensson från 2018.

### Familj
Göran von Otter gifte sig 15 december 1934 med översättaren Anne-Marie Ljungdahl (1912–1997) och de fick barnen Birgitta von Otter 1939, Casten von Otter 1941, Mikael von Otter (1945–2018) och Anne Sofie von Otter 1955.